# 리가 MX
리가 MX(Liga MX)는 북중미카리브 축구 연맹에 가입된 멕시코의 프로 축구의 최상위 리그이며, 아르헨티나의 축구 리그와 마찬가지로 아페르투라와 클라우수라로 시행되고 있다.

## 개요
현재 리그는 18개의 클럽으로 구성되어 있으며, 이전 3 시즌의 성적에 기반하여 1개의 클럽이 강등된다. 상위 8개의 클럽들은 토너먼트 리기야에 참가할 자격을 얻게된다. 2011년 7월까지는 한 리그가 3개의 그룹으로 나뉘어 있었으나, 이후부터는 하나로 통합하여 리그를 진행한다.
리가 MX는 북미와 남미 모두에서 강하다고 여겨지며, 국제축구역사통계연맹에 따르면, 리가 MX는 현재 전세계에서 11위 수준이다. 더불어 2001년부터 2010년 사이에는 10위를 기록하기도 했다. 또한 북중미카리브 축구 연맹에 따르면 리가 MX는 2014-15 시즌 동안 평균 관중 25,557명을 동원했으며, 이는 아메리카의 모든 프로 축구 리그 중 최고치이고, 북미의 모든 프로 스포츠 중에서 NFL, MLB에 이어 세번째로 많은 규모이다. 세계적 규모로 보자면 독일 분데스리가, 잉글랜드 프리미어 리그, 스페인 프리메라 리가에 이어 전 세계 프로 축구 리그 중 네번째인 수치이므로 상당히 인기를 끄는 리그라 할 수 있다.
현재까지 총 56개 클럽이 리그에서 경쟁했으며, 클루브 아메리카와 CD 과달라하라가 각각 12번으로 최다 우승 팀이며, 그 뒤를 10회의 톨루카, 8회의 크루즈 아줄, 7회의 U.N.A.M, 레온, 그리고 6회의 CF 파추카 UANL이 뒤따르고 있다.

## 클럽
멕시코 프리메라 디비시온의 명문 구단은 수도 멕시코 시티를 연고로 하는 3개 구단 클루브 아메리카, 푸마스 UNAM, 크루스 아술과 제2의 도시 과달라하라를 연고로 하는 CD 과달라하라, 이렇게 4개 클럽이 전통적인 빅4 클럽으로 뽑히며 그 외 CF 몬테레이, CF 파추카 등이 있다.
최다 우승팀은 12회 우승한 클루브 아메리카다.

## 참가팀
2023-2024 시즌 참가 팀
| 클럽          | 지난 시즌 순위 | 연고지            | 경기장                      | 수용인원 | 감독                     |
| ------------- | -------------- | ----------------- | --------------------------- | -------- | ------------------------ |
| 과달라하라    | 4위            | 과달라하라        | 에스타디오 아크론           | 46,335   | 아르투로 오르테가 (대행) |
| 네칵사        | 아센소 MX 2위  | 아과스칼리엔테스  | 에스타디오 빅토리아         | 23,000   | 안드레스 릴리니          |
| 레온          | 2위            | 레온              | 에스타디오 레온             | 27,423   | 에두아르도 베리소        |
| 모렐리아      | 8위            | 모렐리아          | 에스타디오 모렐로스         | 35,000   |                          |
| 몬테레이      | 1위            | 몬테레이          | BBVA 반코메르               | 53,500   | 셀소 오르티스            |
| 베라크루스    | 15위           | 베라크루스        | 루이스 피아타 푸엔테        | 28,703   | 후안 안토니오 루나       |
| 산토스 라구나 | 11위           | 코마르카 라구네라 | 에스타디오 코로나           | 29,237   | 파블로 레베토            |
| 아메리카      | 3위            | 멕시코시티        | 에스타디오 아스테카         | 87,000   | 안드레 자르딘            |
| 아틀라스      | 17위           | 과달라하라        | 에스타디오 할리스코         | 56,173   |                          |
| 치아파스      | 14위           | 툭스틀라          | 빅토르 마누엘 레이나        | 29,001   | 세르히오 부에노          |
| 케레타로      | 13위           | 케레타로          | 에스타디오 코레히도라       | 33,162   | 마우로 헤르크            |
| 크루스 아술   | 12위           | 멕시코시티        | 에스타디오 아스테카         | 87,000   | 마르틴 안셀미            |
| 톨루카        | 5위            | 톨루카            | 에스타디오 네메시오 디에스  | 30,000   | 에르난 크리스탄테        |
| 티그레스 UANL | 6위            | 몬테레이          | 에스타디오 우니베르시타리오 | 43,257   | 로베르트 시블디          |
| 티후아나      | 16위           | 티후아나          | 에스타디오 칼리엔테         | 26,158   | 후안 카를로스 오소리오   |
| 파추카        | 7위            | 파추카            | 에스타디오 이달고           | 33,000   | 기예르모 알마다          |
| 푸마스 UNAM   | 9위            | 멕시코시티        | 올림피코 우니베르시타리오   | 72,000   | 라울 알피사르            |
| 푸에블라      | 10위           | 푸에블라          | 에스타디오 콰우테목         | 51,726   | 호세 마누엘 데 라 토레   |

## 같이 보기
- 코파 MX
- 리가 MX 페메닐
- 멕시코 축구 연맹